# ニュースプラス1みやぎ
『ニュースプラス1みやぎ』（ニュースプラスワンみやぎ）は、2004年3月29日から2006年3月31日までミヤギテレビで『OH!バンデス』休止時の平日夕方に放送していたローカル報道番組（『NNNニュースプラス1』の内包）である。

## 概要
『OH!バンデス』は情報バラエティとニュースの複合型ローカル番組であるため、情報バラエティの部分である16時・17時台の放送が行なわれない場合は休止となり、代わりに17:50から『NNN NEWS PLUS 1みやぎ』として放送された。
全国ニュース『NNNニュースプラス1』の後、18:17から『OH!バンデス』のスタジオからローカルニュースを行ない、内容は『OH!バンデス』の18時台の放送とほとんど変わらないが、CM前ジングルやエンディングが独自のものになっているなど、異なっている箇所がある。
なお、『OH!バンデス』のメインキャスターであるさとう宗幸と浮ヶ谷美穂は出演しない。

## 放送時間
- 2004年3月29日 - 2006年3月31日：月曜 - 金曜 18:17 - 19:00（43分）
※NNN枠は17:50 - 18:17（27分）。

## キャスター
- 竹鼻純（当時ミヤギテレビアナウンサー）
- 盛朋子（ミヤギテレビアナウンサー）

## 関連番組
- NNNニュースプラス1
- OH!バンデス

| ミヤギテレビ（NNN） OH!バンデス休止時に伴う夕方のミヤギテレビニュース | ミヤギテレビ（NNN） OH!バンデス休止時に伴う夕方のミヤギテレビニュース | ミヤギテレビ（NNN） OH!バンデス休止時に伴う夕方のミヤギテレビニュース |
| 前番組                                                                | 番組名                                                                | 次番組                                                                |
| --------------------------------------------------------------------- | --------------------------------------------------------------------- | --------------------------------------------------------------------- |
| NNNミヤギテレビニュースプラス1                                        | NNN NEWS PLUS 1みやぎ                                                 | Newsリアルタイムミヤギ                                                |